# Vila Nova de Gaia
Vila Nova de Gaia (portugisiskt uttal: [ˈvilɐ ˈnɔvɐ ðɨ ˈɣajɐ]
 ( lyssna)) ibland bara kallad Gaia är en stad och kommun i Douro Litoral Portugal.                                                                                                                  
Den ligger vid floden Douros södra strand  mitt emot Porto.                                                                                                            

Kommunen har 302 298 invånare (2020) och en yta på 169 km².

## Freguesias
Den är uppdelad i 15 freguesias (kommundelar) och är belägen i Distrito do Porto.

- Arcozelo
- Avintes
- Canelas
- Canidelo
- Grijó e Sermonde
- Gulpilhares e Valadares
- Madalena
- Mafamude e Vilar do Paraíso
- Oliveira do Douro
- Pedroso e Seixezelo
- Sandim, Olival, Lever e Crestuma
- Santa Marinha e São Pedro da Afurada
- São Félix da Marinha
- Serzedo e Perosinho
- Vilar de Andorinho

## Historia
Staden Vila Nova de Gaia fanns redan i Romerska riket men då under namnet Cale – eller möjligen Gale, eftersom man i klassiskt latin inte alltid gjorde klar åtskillnad mellan bokstäverna "C" och "G". Den utvecklades troligen från en keltisk bosättning, kanske med rötter redan från yngre stenåldern. Ursprunget till namnet är sannolikt keltiskt, ur roten Gall- som avser kelterna som folkslag (jämför till exempel med namnen Galicien, Gallien och Galway).
Förmodligen har även namnet på floden Douros (Durus på latin, på spanska Dueros) ett keltiskt ursprung, måhända efter keltiska dwr som betyder "vatten". Under romartiden levde större delen av befolkningen längs flodens södra strand (dagens Vila Nova de Gaia), medan det på norra sidan fanns en mindre bosättning kring en djupvattenhamn (i dagens Ribeira, en församling i Portos gamla stad, tillika världsarv). Staden Porto omnämndes under högmedeltiden som Portus Cale, ett namn som har sina rötter i latinets portus som betyder "hamn", och alltså betyder "hamnen i staden Cale". På grund av att floden är segelbar ända till distriktet Vila Real, djupt inne i norra Portugal, kom handeln kring hamnen med tiden att bli viktigare än själva bosättningen. Befolkningen på flodens norra sida ökade, och området kring hamnen blev såväl biskopssäte som centrum för handelskvarteren.
I samband med den islamiska expansionen på Iberiska halvön under 700-talet kom de facto-gränsen mellan det moriska området Al-Andalus i söder och de kristna i norr att löpa utefter floden Douros. Mellan Cale – då också kallad Gaia – och Porto förekom ständiga gränsstrider. Cale lades i ruiner och övergavs, och större delen av befolkningen flyttade till Porto. År 1031 kollapsade Kalifatet Córdoba och de muslimska områdena på Iberiska halvön föll sönder och delades upp mellan flera mer eller mindre självständiga förläningar, de så kallade taifa-kungadömena. De kristna staterna i norr och väster kunde därefter steg för steg utöka sin makt över halvön. År 1035 återerövrades den södra sidan av floden Douro, och den muslimska befolkningen utvisades eller tvingades till konvertering. Kristna nybyggare från norr bosatte sig ånyo söder om floden, och kring slottsruinerna i gamla Cale grundade de Vila Nova de Gaia – portugisiska för "den nya staden Gaia". I samtida litteratur omnämns de båda städerna Porto och Gaia sammantaget ofta som Villa de Portucale ("Staden Portucale"), och under Kungariket León kallas grevskapet kring de bägge städerna för Condado Portucalense ("grevskapet Portucalense"). Med tiden expanderade detta grevskap, och blev år 1139 självständigt under namnet Kungariket Portugal.

## Sevärdheter
Staden är känd för sina lagerhus där portvinet lagras och därefter skeppas till hela världen.

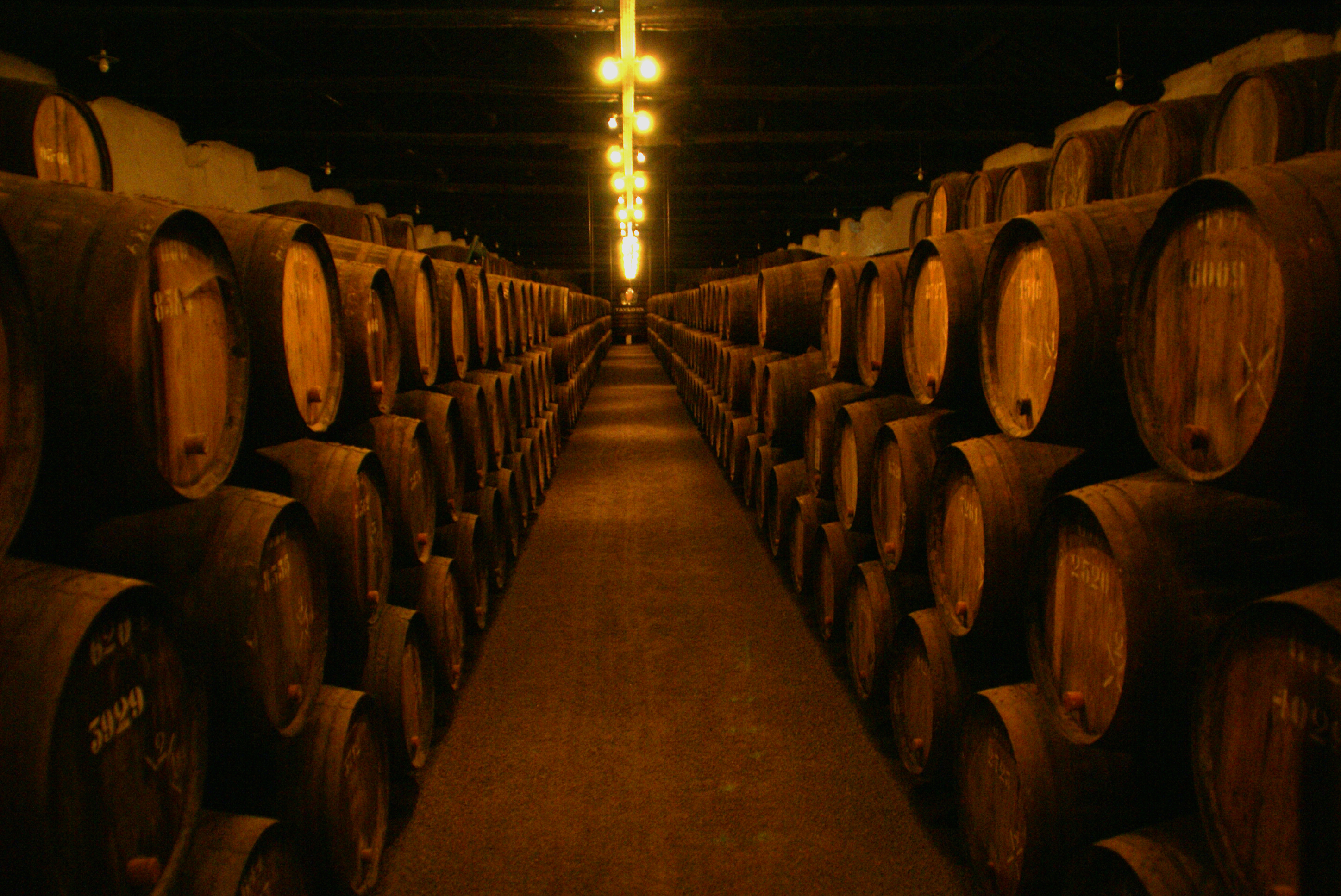
Lagring av portvinet i Taylor’s lagerhus.
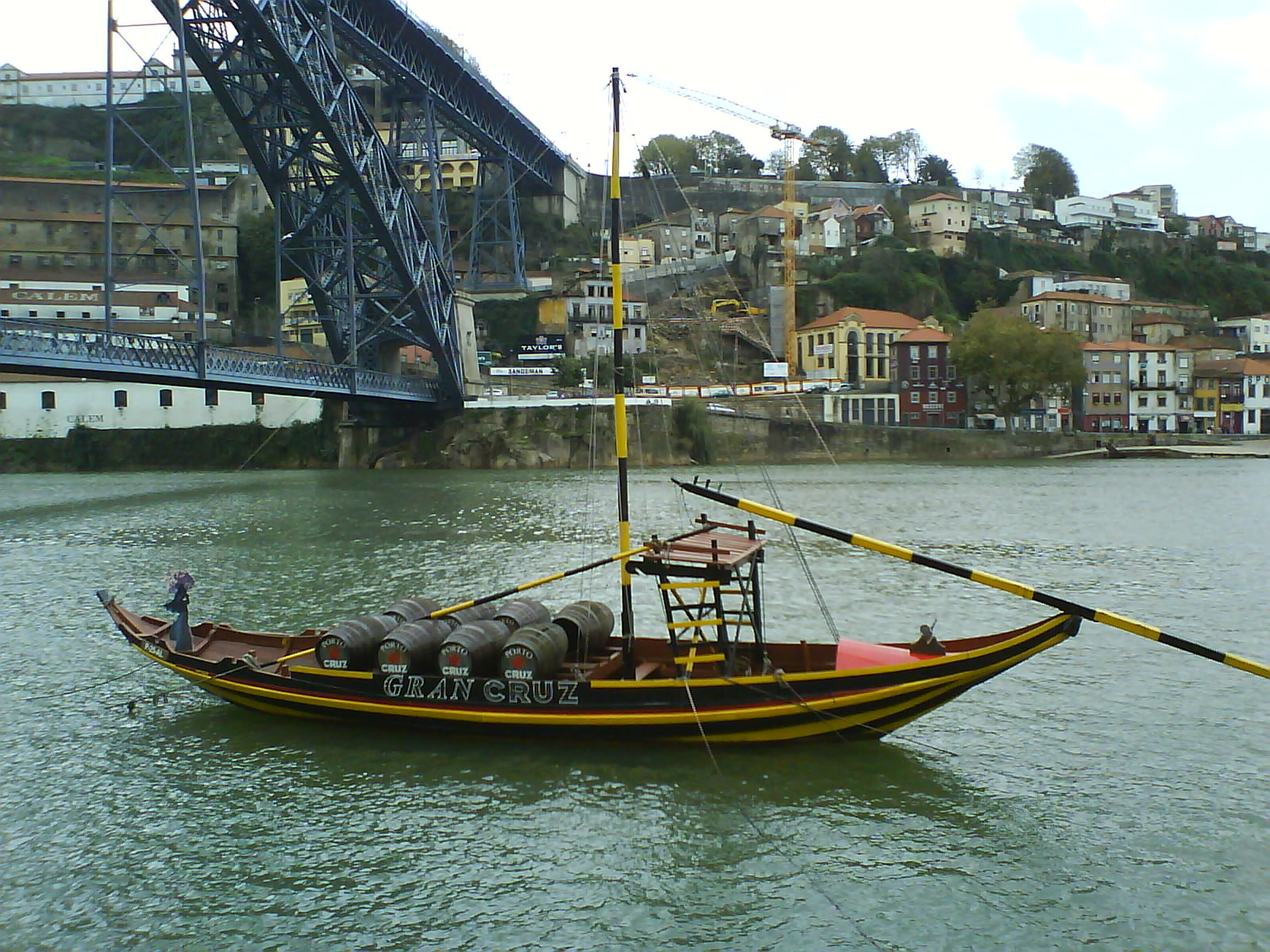
Traditionell transport av portvinet

## Bildgalleri

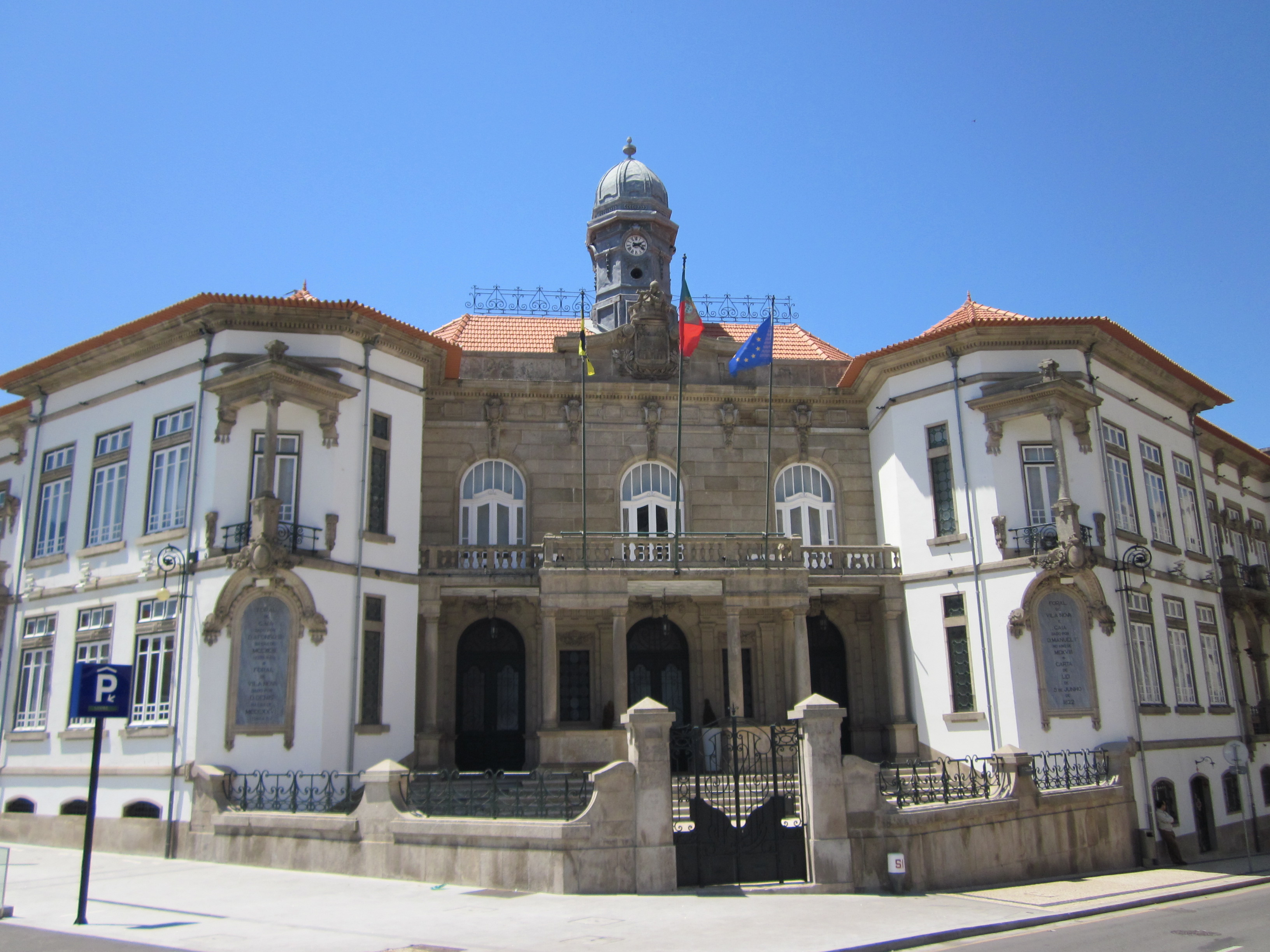
Stadshuset i Vila Nova de Gaia.
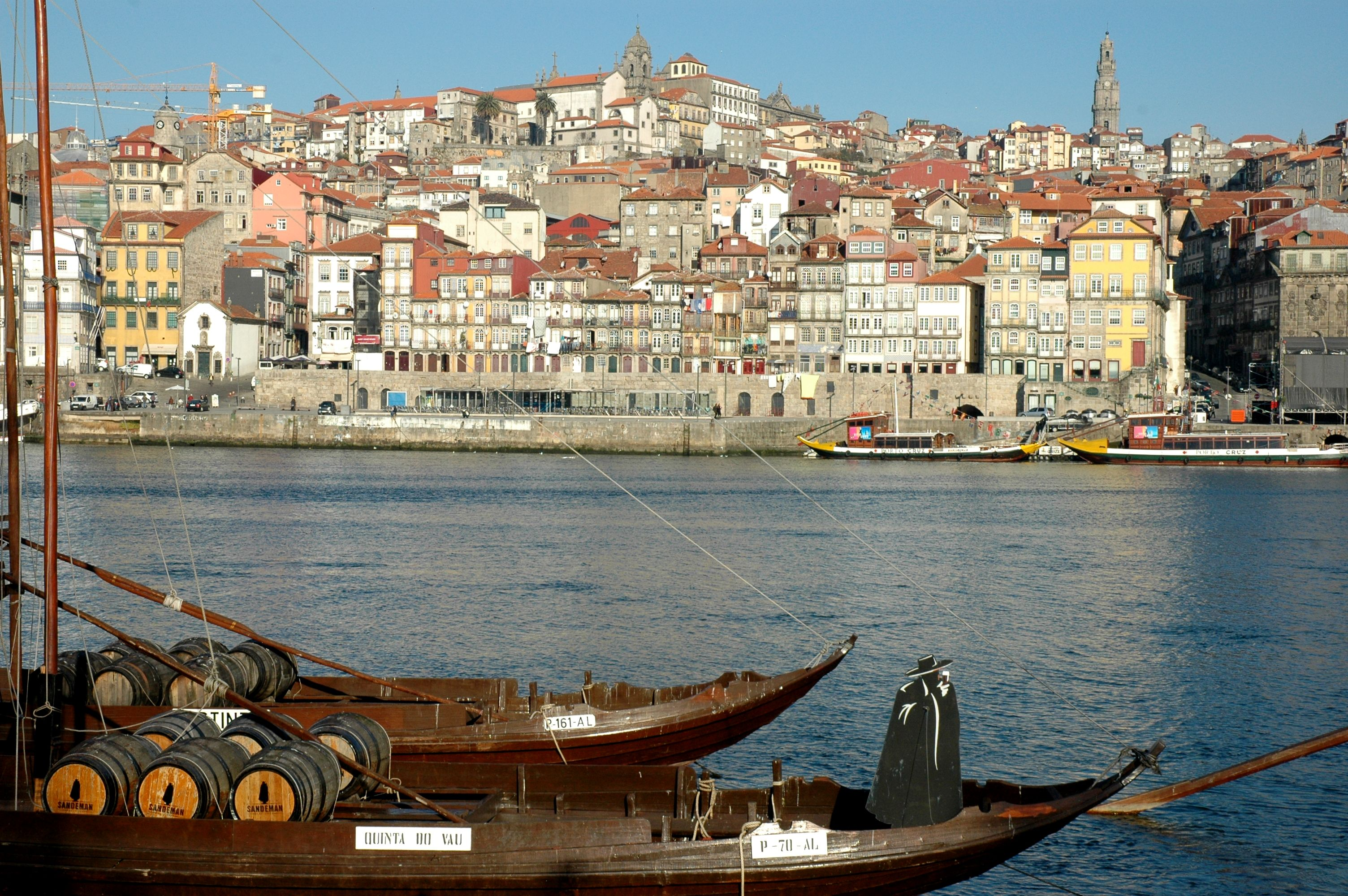
Utsikt från Vila Nova de Gaia: staden Porto